# Пјеве (Мачерата)
Пјеве (итал. Pieve) насеље је у Италији у округу Мачерата, региону Марке.
Према процени из 2011. у насељу је живело 278 становника. Насеље се налази на надморској висини од 725 м.